# Age of Heroes
Age of Heroes è un film del 2011 diretto da Adrian Vitoria.
Il film è ispirato alle vicende del N.30 Royal Navy Commando (Special Engineering Unit), un'unità d'élite britannica durante la seconda guerra mondiale alla cui formazione prese parte Ian Fleming.
Il film riporta una storia del tutto simile all'Operazione Biting.

## Trama
Durante la seconda guerra mondiale il caporale Bob Rains è una testa calda e viene mandato in un campo di correzione dopo che è stato ritenuto un insubordinato. Da lì, ne esce solo grazie al maggiore Jones che si reca lì per recuperare un altro soldato per la sua unità scelta di forze speciali britanniche.
La piccola unità, alla quale viene aggregato un sottufficiale specialista di apparati radio, ha il compito di infiltrarsi in Norvegia, occupata dai tedeschi, per sottrarre in una base di sperimentazione vitali informazioni sulla tecnologia radar nemica, l'RDF (radio direction finder), un prototipo molto innovativo di radiogoniometro.
Il piano del commando, deciso dal comandante Ian Fleming inizia con l'infiltrazione in Norvegia lanciandosi con il paracadute, per incontrare il loro contatto, Beowolf.
Appena atterrati incontrano subito delle difficoltà, finendo nei pressi di un avamposto tedesco appartenente alle SS. Subito scoprono che sono atterrati dalla parte sbagliata del lago ghiacciato che quindi devono superare per raggiungere il loro contatto, si tratta di una ragazza dal nome Jensen. Questa li porta a casa sua, ma essendo seguiti dai nazisti, i tedeschi che dopo arrivano a cercarli, uccidono tutta la sua famiglia. Gli infiltrati invece attaccano la base nazista loro obiettivo, poco distante da li, dove trovano un manuale tecnico che descrive il funzionamento del RFD e ne asportano un componente importante, fanno saltare in aria l'imponente antenna, e causano altri danni e forti perdite al nemico, perdendo però due uomini.
Compiuta la missione, la squadra si aspetta una via di fuga tramite un sottomarino, ma ricevono la notizia che non sarà possibile, quindi decidono di raggiungere il confine con la Svezia, traversando le montagne. Prima però devono trovare dei viveri. Per cercarli tornano alla casa della famiglia che scoprono essere stata trucidata, e proprio durante il sopralluogo sopraggiungono i nazisti assieme ad un loro compagno ferito e catturato durante l'azione alla base radio. I tedeschi lo torturano invitando i compagni a venire fuori: ne nasce uno scontro a fuoco, vittorioso per i superstiti dell'unità britannica, che per defilarsi meglio decidono di separarsi; fuggiti gli altri, il comandante inglese uccide il suo commilitone e resta indietro per coprire la fuga dei suoi uomini; il caporale Rains, ritrovatosi solo, raggiunto dai tedeschi e senza munizioni pensa di suicidarsi tagliandosi la gola, ma all'ultimo momento intervengono altri due superstiti del gruppo, Beowolf e lo specialista di apparati radio, a cui era stato ordinato di scappare, ma sentendo gli spari sono tornati indietro per aiutare i compagni. Questi tre sopravvissuti si recano quindi fino alla meta stabilita, la Svezia

## Distribuzione
Age of Heroes è uscito nel Regno Unito il 20 maggio 2011.
In Italia, il film è stato distribuito direttamente in DVD, da ottobre 2011.